# Добрица Агатоновић
Добрица Агатоновић Ага (Блаце, 8. август 1942) српски је позоришни и филмски глумац.
У родном месту је завршио основно и средње образовање, у Новом Саду похађао једногодишњи драмски студио, да би глумачку каријеру започео у Народном позоришту „Стерија“ у Вршцу сезоне 1967/68. Потом се сели у Бању Луку, где је у сталном ангажману у Народном позоришту од 1968. године до пензионисања, 2006. године. Одиграо је низ разноврсних улога, показујући подједнаки смисао за тумачење драмског и комедијског репертоара. Имао је такође и запажене улоге у филмовима.

## Значајније позоришне улоге
Његове најзначајније позоришне улоге су: Билинг (Ибсен: Непријатељ народа, 1968), Аљоша (Горки: На дну, 1969), Мелет (Платон: Сократова одбрана и смрт, 1970), Октавијан (Шекспир: Јулије Цезар, 1970), Маро (Држић: Дундо Мароје, 1970), Стојан (Б. Станковић: Коштана, 1973), Павел Власов (Горки-Брехт: Мати, 1973), Имотски кадија (М. Огризовић: Хасанагиница, 1975), Јакша Ђакон (Андрић: Аникина времена, 1978), Егист (Есхил: Агамемнон, 1980), Младожењин пријатељ (Брехт, Малограђанска свадба, 1982), Риста (Нушић: Министарка, 1984), Џемал Зафранија (Селимовић: Тврђава, 1984), Иља Афанасијевич Шамрајев (Чехов: Галеб, 1985), Милун (Љ. Симовић: Путујуће позориште „Шопаловић”, 1986), Вуле Милиционер (Д. Ковачевић: Клаустрофобична комедија, 1988), Осип (Чехов: Платонов, 1988), Теодор Теја Крај (Д. Ковачевић: Професионалац, 1990), Милутин Недић (С. Ковачевић: Ђенерал Милан Недић, 1993), Агатон Арсић (Нушић: Ожалошћена породица, 1993), Анагностис (Н. Казанцакис: Грк Зорба, 1994), Учитељ (М. Витезовић: Принц Растко – Монах Сава, 1995), Гроф од Кефелда (Дима, отац – Сартр: Глумац Едмунд Кин, 1998), Филострат (Шекспир: Сан летње ноћи, 2000), Ставра (Љ. Симовић: Чудо у Шаргану, 2001), Алекса (Д. Ковачевић: Свети Георгије убива аждаху, 2005), Стари пуковник (Брехт: Мајка Храброст и њена дјеца, 2006), Старинар (Андрић: Омерпаша Латас, 2007), Поп (Г. Стефановски: Дивље месо, 2008), Рако, шеф сточног фонда (Б. Ћопић: Одумирање међеда 2011/2012).

## Филмске и ТВ улоге
Играо је у филмовима: Дан дужи од године, 1971. и Доктор Младен, 1975. и ТВ филмовима: Мејдан Симеуна Ђака и Нек буде што буде, 1999. те ТВ серијама: Морава 76, Мисија мајора Атертона, 1986, Голи живот, 1994, Жене, људи и остало, 1999-2000, Тата и зетови, 2007, То топло љето, 2008, Село гори а баба се чешља, 2010. и Фолиранти, 2011.

## Награде
- Априлска награда Бањалуке (2009)